# Carl Fincken
Carl Fincken (* 3. November 1876 in Aachen; † 25. Juni 1936 in Duisburg; vollständiger Name: Carl Clemens August Fincken) war ein deutscher Maschinenbauingenieur und Verleger.

## Leben
Geboren als Sohn des Aachener Kratzenfabrikanten Johann Fincken, besuchte Carl Fincken die Oberrealschule in Aachen bis zur Prima. Anschließend wechselte er für zwei Jahre an die Maschinenbauschule Aachen und studierte danach vier Semester Maschinenbau an der RWTH Aachen. 1898 wurde er Mitglied der Akademischen Verbindung Markomannia, des späteren Corps Marko-Guestphalia Aachen. Im Oktober 1899 wurde er Konstrukteur für Walzwerksbau bei der Duisburger Maschinenbau AG. 1905 wurde er selbständiger Zivilingenieur und übernahm die Vertretung verschiedener Werkzeugmaschinen. Im Oktober 1920 wurde er Generalbevollmächtigter der Erben Carl Lange als Inhaber des Carl Lange Verlags. Zu Beginn des Jahres 1925 wurde er alleiniger geschäftsführender Gesellschafter des Verlags, in dem die Tageszeitungen Duisburger Generalanzeiger, Hamborner Generalanzeiger und Oberhausener Generalanzeiger erschienen.
Fincken war Aufsichtsratsmitglied der Südfilm AG sowie langjähriges Vorstandsmitglied des Automobil-Clubs Rhein und Ruhr und der Vereinigung Westdeutscher Automobil-Clubs im Automobilclub von Deutschland. Er war verheiratet mit Ella geb. Thyssen, aus der Ehe ging eine Tochter hervor.